# Ramón Arnaud
Pour les articles homonymes, voir Arnaud.
Ramón Arnaud, né le 31 août 1879 et mort le 5 mai 1915, est un militaire mexicain connu pour avoir été l'unique gouverneur mexicain de l'île Clipperton.

## Biographie

### Débuts et carrière militaire
Ramón Arnaud est né à Orizaba, le 31 août 1879. Il est le fils d'Ángel Arnaud et de Carlota Vignon, tous deux d'origine française, vivant au Mexique depuis l'expédition du Mexique. Influencé par son ami l'ingénieur Luis Reyes (frère de l'écrivain Alfonso Reyes Ochoa et fils du général Bernardo Reyes), il décide de se lancer dans une carrière militaire.

### Gouverneur de Clipperton
En Mars 1906, à l'âge de 27 ans, le gouvernement le nomme à la direction de la garnison de l'île de Clipperton, revendiqué par la France, car Ramón parle le français, grâce à ses parents, en plus de l'espagnol. Il rejoint l'atoll avec une dizaine de soldats et leurs familles ainsi que des ouvriers devant exploiter le guano pour une société britannique. Un phare ainsi que des maisons sont construits sur l'île et la colonie est ravitailler chaque trimestre.
En juin 1908, Ramón Arnaud retourne sur le contient afin d'y épouser Alicia de Rovira. Il retourne ensuite sur l'île avec sa femme où naît, l'année suivante, leur premier enfant.
Cependant, en 1910, la Révolution mexicaine éclate ce qui relègue la colonie loin dans les priorités des gouvernements successifs. Malgré cela, les supérieurs du gouverneur lui ordonne de rester sur place.

Après un séjour sur le continent, en janvier 1914, durant lequel il est promu capitaine, Ramón revient sur l'île avec 2 officers, 9 soldats ainsi que leurs familles. Le 27 février 1914, un ouragan frappe l'île et détruit le potager ainsi que plusieurs bâtiments et fait s'échouer la goélette américaine Nokomis sur les récifs de l'île. L'équipage est secouru le lendemain par la garnison mexicaine. Cependant, avec l'équipage américain, la population de l'île augmente alors que les ravitaillements sont de plus en plus rares. En juin, 3 marins du Nokomis quitte l'île à bord d'une chaloupe dans le but de rejoindre le continent, ce qu'ils réussissent à faire 17 jours plus tard. Ils arrivent à Acapulco où se trouve l'USS Cleveland, qui y fait escale. Le 25 juin l'USS Cleveland atteint l'île et propose de rapatrier les colons dans un port mexicains. Ramón Arnaud refuse et seul l'équipage du Nokomis ainsi qu'un ouvrier d'exploitation de guano embarquent à bord du navire, qui laisse cependant plusieurs mois de vivre sur l'île.

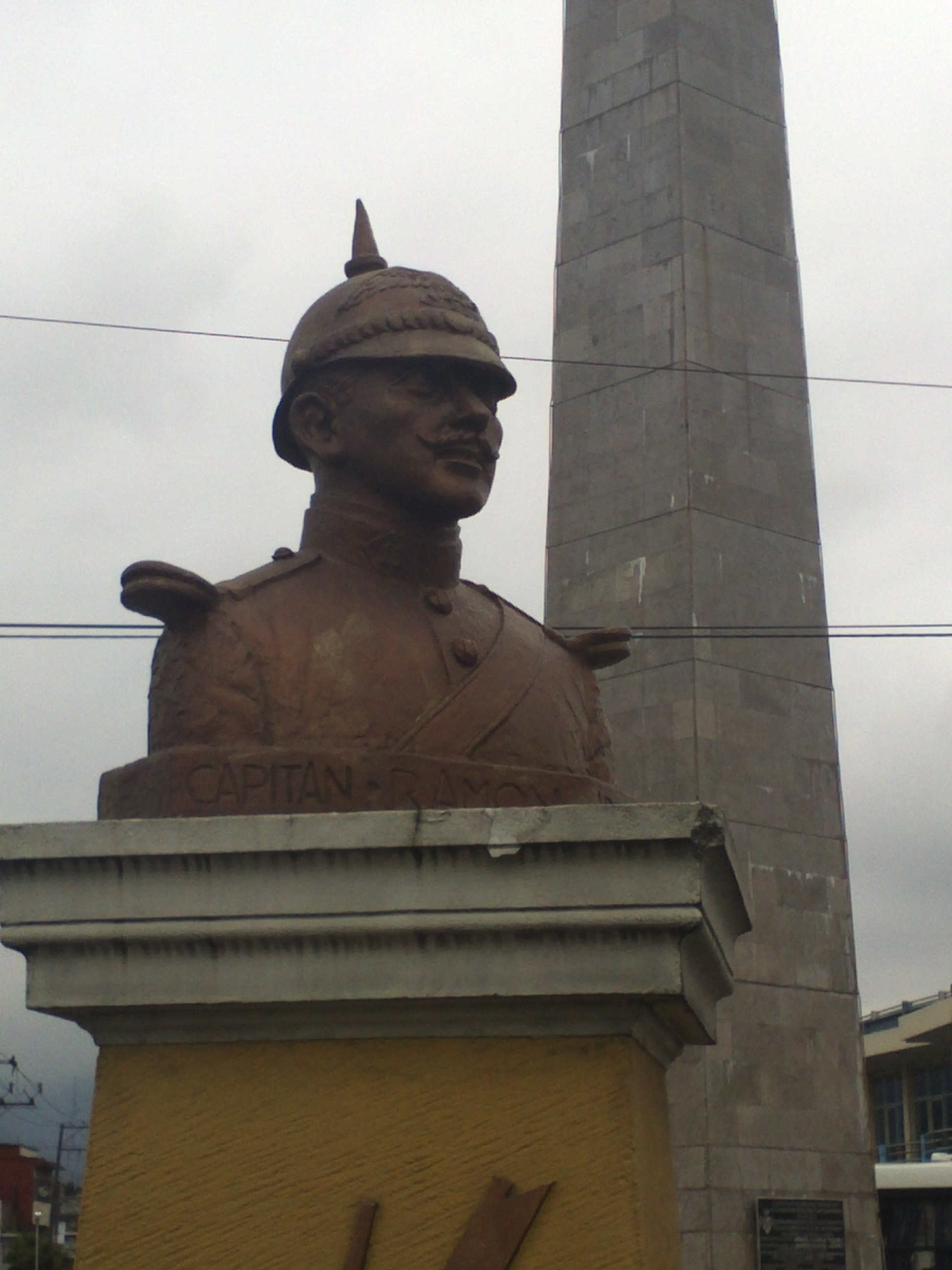
Buste de Ramón Arnaud à Orizaba.

En avril 1915, il ne reste que 16 survivants sur l'île, lorsqu'elle est nouveau frappé par un ouragan. Lorsqu'un navire est aperçu au large le 5 Mai, Ramón décide de tenter de l'atteindre avec les 3 derniers hommes valides avec un canot de sauvetage mais ils perdent le contrôle de l'embarcation et se noient. Ils restent alors 11 survivants que l'île qui connaissent la tyrannie de Victoriano Álvarez, le dernier homme survivant que les rescapés assassineront le 18 juillet 1917, avant d'être secouru par l'USS Yorktown, le même jour, ce dernier venant pour vérifier que les allemands n'avaient pas installé de base sur l'île. Parmi les secourus se trouve Alicia, la femme de Ramón Arnaud, ainsi que leurs quatre enfants.

## Postérité

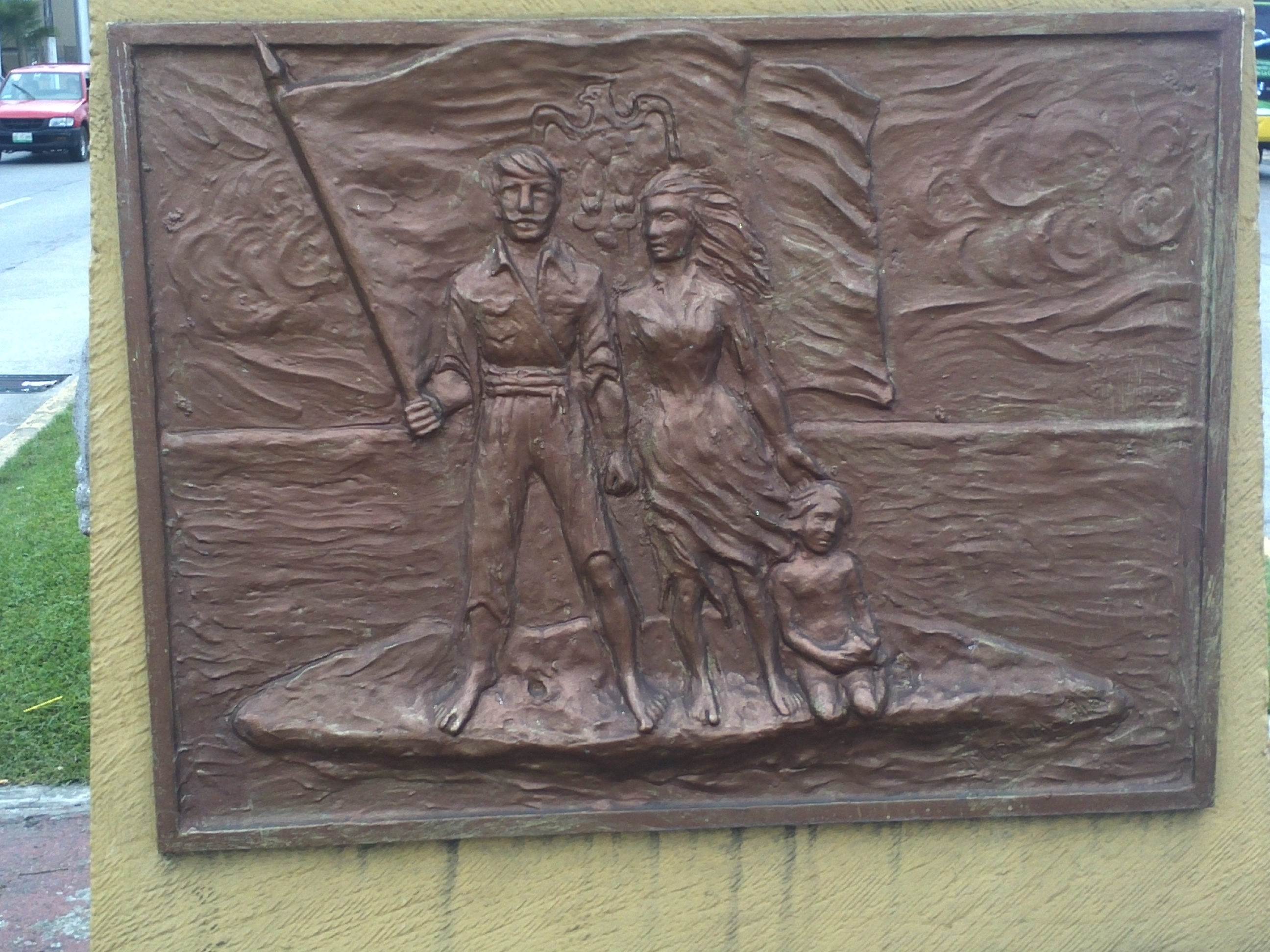
Relief (sous le buste ci-dessus) en hommage aux colons mexicains de Clipperton.

Un monument est érigé à Orizaba en hommage au capitaine Arnaud.